# Жизнь Иисуса (фильм, 1997)
«Жизнь Иисуса» (фр. La vie de Jésus) — фильм в жанре социальной драмы, снятый французским режиссёром Брюно Дюмоном в 1997 году.

## Сюжет
Небольшой городок на север Франции Байёль. Здесь со своей матерью Иветтой, хозяйкой небольшого кафе, живёт нигде не работающий Фредди. Юноша почти всё время проводит, гоняя с четырьмя друзьями на мопеде по городку и окрестностям. У Фредди есть девушка — Мари, работающая кассиршей в местном супермаркете и готовая практически в любой момент удовлетворить сексуальные потребности молодого бездельника. Периодически у Фредди возникают приступы эпилепсии, по поводу которых он наблюдается в местной больнице, однако болезнь отнюдь не является препятствием для лихой езды.
Однажды в кафе Иветты заходит мусульманская семья. Окружающие, в том числе Фредди с друзьями, начинают отпускать тупые оскорбления в адрес иммигрантов, однако Мари пытается воспрепятствовать этому, чем обращает на себя внимание Кадера, симпатичного араба. Тот несколько раз пытается встретиться с девушкой, но она в резкой форме отказывается от ухаживаний. О новом поклоннике Мари узнаёт и Фредди, который с друзьями начинают настоящую охоту на юношу. Впрочем, молодые бездельники находят и другие развлечения — в городском клубе парни глумятся над полной девушкой, после чего жители городка начинают считать их подонками. Раздосадованная этим Мари прекращает встречаться со своим любовником и принимает предложение Кадера о встрече. Тогда Фредди с друзьями отлавливают иммигранта и избивают его до смерти.

## В ролях
| Актёр               | Роль                 | Оригинальная роль |
| ------------------- | -------------------- | ----------------- |
| Давид Душ           | Фредди               | фр. Freddy        |
| Маржори Коттрель    | Мари                 | фр. Marie         |
| Кадер Шаатуф        | Кадер                | фр. Kader         |
| Себастьен Дельбаэр  | Жеже                 | фр. Gégé          |
| Самюэль Буаден      | Мишу                 | фр. Michou        |
| Стив Смагг          | Робер                | фр. Robert        |
| Себастьен Бейёль    | Кенкен               | фр. Quinquin      |
| Женевьева Коттреэль | мать Фредди (Иветта) | фр. Yvette        |

## Награды
- Сезар, 1998 год, номинация в категории «Лучшая дебютная работа» (Бруно Дюмон).
- Каннский кинофестиваль, 1997 год, победитель в категории «Золотая камера (особый приз)».
- Европейская киноакадемия, 1997 год, победитель в категории «Европейское открытие года» (Бруно Дюмон).